# Vlag van de Cookeilanden

Vlag van de Cookeilanden (ratio 1:2)

Vlag van de vertegenwoordiger van de koning op de Cookeilanden

De vlag van de Cookeilanden is gebaseerd op het traditionele ontwerp voor vlaggen van Britse kolonies in de Grote Oceaan. De basis van de vlag is een blauw Brits vaandel waar de vlag van het Verenigd Koninkrijk in het kanton staat. Deze vlag symboliseert de band met Nieuw-Zeeland en het Verenigd Koninkrijk. Aan de rechterkant staan vijftien witte sterren in een cirkel; zij symboliseren de vijftien eilanden die de Cookeilanden vormen en, als symbolen van de Hemel, het geloof in God. Het blauw in de vlag symboliseert officieel de oceaan.
De vlag is in gebruik sinds 4 augustus 1979 en is de opvolger van een groene vlag met gele sterren die sinds 1973 in gebruik was.

## Vlag van 1973

Vlag van de Cookeilanden, 1973-1979

De vlag die werd aangenomen op 23 juli 1973, met evenveel sterren als de huidige, diende als symbool voor de autonomie van de eilandengroep. Groen stond voor het leven en eeuwige vooruitgang, geel voor de vriendelijkheid, blijheid en hoop van het volk. Deze vlag werd vervangen door de huidige na een machtswisseling op de eilanden: de nieuwe machthebbers hechtten veel waarde aan de band met het Verenigd Koninkrijk en Nieuw-Zeeland.

## Andere historische vlaggen

? Vlag van het Koninkrijk Rarotonga (1858-1888)
? Vlag van het Koninkrijk Rarotonga (1888-1893)
? Vlag van de Cook Islands Federation (1893-11 juni 1901)
? Vlag van de Cookeilanden (11 juni 1901 - 24 maart 1902)
?  Vlag van de Cookeilanden (24 maart 1902 - 23 juli 1973)